# Emanuel Zamrazil
Emanuel Zamrazil (Vlkonice, 8 december 1865 – Neveklov, jaren 1950), was een Boheems (later Tsjecho-Slowaaks) kunstschilder en kerkelijk bestuurder.

## Biografie
Zamrazil werd geboren in het dorp Vlkonice, als zoon van František Zamrazil, een boer, en zijn vrouw Marie (geboortenaam: Ruzhá). Na zijn schooltijd studeerde hij aan de Praagse kunstacademie onder professor František Čermák en Antonín Lhota. Hij vervolgde zijn studie van 1885 tot 1889 in Duitsland, aan de kunstacademie van München, en keerde daarna terug naar Praag, waar hij van 1890 tot 1891 opnieuw een studie aan de kunstacademie volgde, ditmaal onder professor Maxmilián Pirner.
Rond de eeuwwisseling vertrok Zamrazil wederom naar München, waar hij samen met de eveneens Boheemse schilders Emil Pacovský, Antonín Hudeček en Ludvík Kuba de privéschool van de Sloveense kunstschilder Anton Ažbe bezocht. In 1899 verbleef hij in Italië, waar hij Rome, Milaan, Bologna en Venetië aandeed, en er oude meesters bestudeerde.
Tijdens de Eerste Wereldoorlog werd Zamrazil als ingezetene van Oostenrijk-Hongarije een jaar lang geïnterneerd op Sardinië. In juni 1916 reisde hij naar Florence. In de laatste jaren van de oorlog verdiepte hij zich in het stenografische ‘Scheithauersysteem’ en de vertaling ervan naar het Tsjechisch. Eind 1919 keerde hij terug naar Bohemen en was hij werkzaam in Neveklov, in de buurt van zijn geboorteplaats.
Na zijn terugkomst was Zamrazil betrokken bij de oprichting van de lokale afdeling van de Tsjecho-Slowaakse Hussitische Kerk in Neveklov. Na de viering van de feestdag van Johannes Hus op het plein van Neveklov in 1920, nam hij het initiatief om een vergadering van stadsvertegenwoordigers uit te roepen, waar werd besloten een spreker uit het nieuw opgerichte kerkgenootschap uit te nodigen. Samen met vakleerkracht Jan Šafář gaf hij lezingen onder de inwoners van Neveklov en omgeving, organiseerde hij Tsjechischtalige kerkdiensten en werd hij benoemd tot eerste voorzitter van de kerkgemeente.
De laatste jaren van zijn leven bracht Zamrazil door in Neveklov, bij zijn nicht Marie Nusková, waar hij in de jaren 50 overleed.

## Galerij

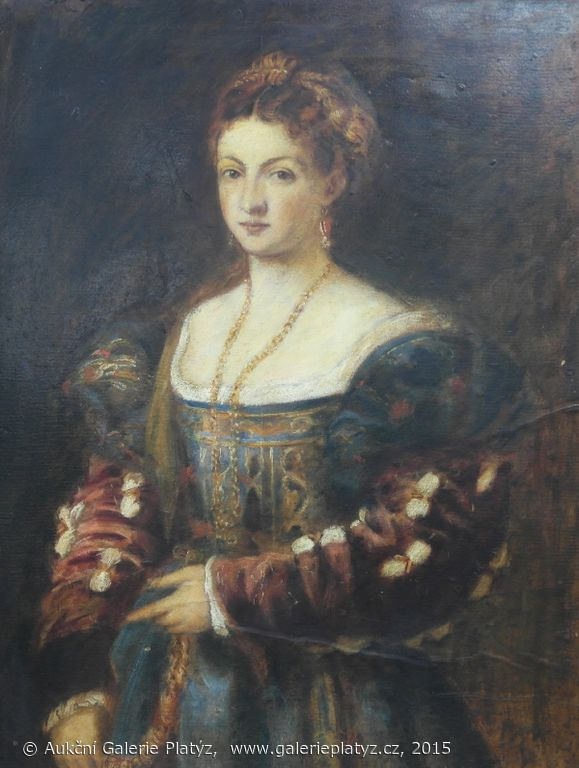
Jonge edelvrouw (vóór 1945)
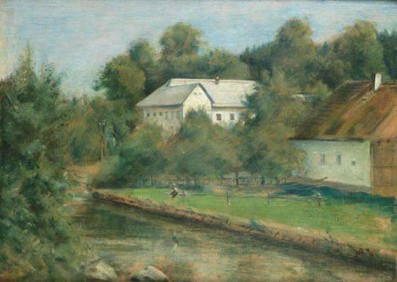
Čápůvmolen in Jindřiš (vóór 1945)

- Gemeinsame Normdatei: 1078929319
- Virtual International Authority File: 4144814226017329409
- WorldCat: E39PBJbM4bVkMFm3F6vbRp7T73